# Niederaichbach
Niederaichbach è un comune tedesco di 3 648 abitanti, situato nel land della Baviera.